# Občina Gornji Petrovci
Občina Gornji Petrovci je ena od občin v Republiki Sloveniji na goričkem delu Prekmurja.

## Grb občine Gornji Petrovci
Grb občine Gornji Petrovci  je vodoravno razdeljen, zgoraj na štirinajst (sedem in sedem) plavih hišic z rdečo streho v srebrnem polju. Spodaj pa je v plavem polju srebrna vidra z rdečimi kremplji, ki drži v gobcu zlato ribo.Štirinajst hišic pedstavlja štirinajst naselij v občini. V heraldiki (grboslovju) je vidra vedno predstavljena tako, da drži ribo, ker se na ta način razlikuje od drugih štirinožnih živali - kune, psa, lisice ...   
Grb so začeli uporabljati 1. aprila 1998.

## Naselja v občini
Poleg občinskega središča Gornji Petrovci občino sestavljajo še naslednja naselja:
- Adrijanci
- Boreča
- Košarovci
- Križevci
- Kukeč
- Lucova
- Martinje
- Neradnovci
- Panovci
- Peskovci
- Stanjevci
- Šulinci
- Ženavlje

## Zgodovina
Prvo naselje se omenja leta 1385 kot Oberdorf, ki je bilo v lasti družine Hencherfalua. Leta 1431 se prvič pojavi madžarsko ime  Petrocz , leta 1448  Petrolcz , 1467  Petróczi .  Potem ko je družina Hencherfalua izumrla v 16. stoletju, je kraj prešel na družino Széchy (slovensko: Seči). Po njihovem izumrtju je vas leta 1685 pripadla grofom Nádasdy-jem. 
V drugi polovici 16. stoletja so prebivalci prevzeli evangeličansko veroizpoved; katoliška župnija je bila ustanovljena šele leta 1642.
Do 20. stoletja je bila občina razdeljena na dva dela, Gornji Petrovci (Felső-Petrócz) (Oberpetersberg) in Murski Petrovci (Mura Petrócz) (Murpetersberg).
V drugi polovici 19. stoletja so grofje Batthyáni z Murskimi Petrovci (Muro Petrócz) pridobili južni del, grofje Nádasdy Z Gornjimi Petrovci (Felső-Petrócz) pa severni del, oba sta ostala posestnika do konca 1. svetovne vojne. Leta 1910 je bila večina prebivalcev Slovencev s precejšnjo madžarsko manjšino. 29. maja 1919 so Gornji Petrovci postali del Murske republike, nato pa so prišli s Trianonsko pogodbo - tako kot skoraj celotno Prekmurje - v Kraljevino Jugoslavijo. Aprila 1941 je Madžarska napovedala vojno Jugoslaviji in zasedla območje Prekmurja. Leta 1945 se je občina vrnila v Jugoslavijo; Leta 1991 je postala del Republike Slovenije.
Občina je v sedanji obliki nastala 3. oktobra 1992, ko se je območje odcepilo od Mestne občine Murska Sobota in postalo samostojno.